# Paris–Roubaix 1982

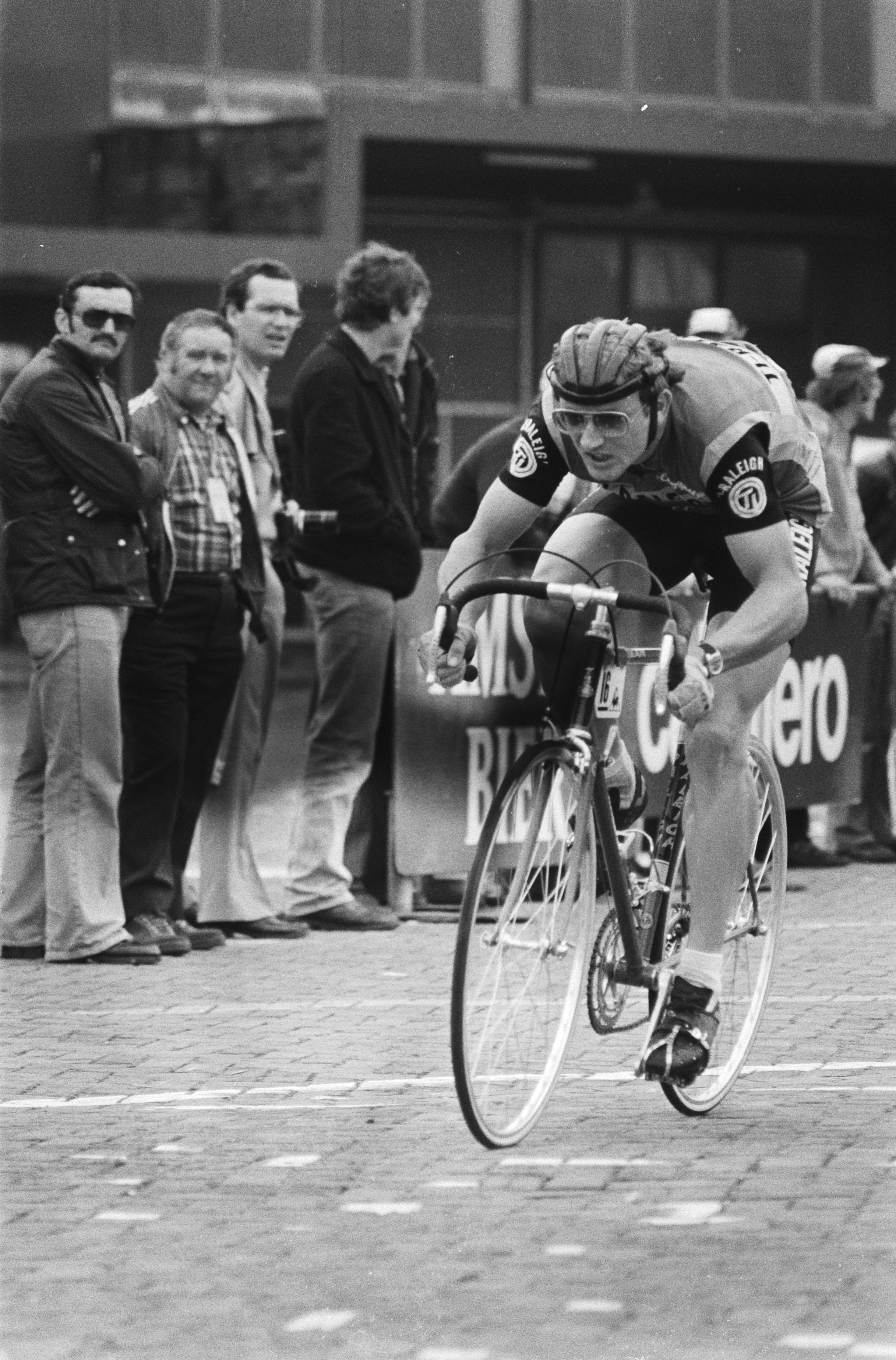
Jan Raas (1978)

Das Eintagesrennen Paris–Roubaix 1982 war die 80. Austragung des Radsportklassikers und fand am Sonntag, den 18. April 1982, statt.
Das Rennen führte von Compiègne, rund 80 Kilometer nördlich von Paris, nach Roubaix, wo es im Vélodrome André-Pétrieux endete. Die gesamte Strecke war 270,5 Kilometer lang. Es starteten 174 Fahrer, von denen sich 57 platzieren konnten. Der Sieger Jan Raas absolvierte das Rennen mit einer Durchschnittsgeschwindigkeit von 36,733  km/h.
20 Kilometer vor dem Ziel führte eine Gruppe von neun Fahrern, darunter Jan Raas, sein Teamkollege Ludo Peeters, Bernard Hinault und Roger De Vlaeminck, dem es allerdings an Form fehlte. Peeters wurde nach vorne geschickt, was Hinault dazu zwang, die anderen zur Verfolgung zu drängen. Peeters wurde eingeholt, und Raas attackierte umgehend. Keiner der anderen Fahrer hatte die Kraft ihm zu folgen, so dass Raas allein in der Radrennbahn ankam und das Rennen bei seiner siebten Teilnahme gewann.